# Stephanauge nexilis
Stephanauge nexilis is een zeeanemonensoort uit de familie Hormathiidae.
Stephanauge nexilis is voor het eerst wetenschappelijk beschreven door Verrill in 1883.